# جون ويلارد ماريوت
جون ويلاد ماريوت (بالإنجليزية:John Willard Marriott) هو رجل أعمال ومؤسس شركة ماريوت التي أصبحت شركة ماريوت الدولية بعد ثمان سنوات من وفاته تقريباً، وكان ذلك في عام 1993، وهي من أكبر شركات الفنادق في العالم.

## حياته
ولد جون في مستوطنة ماريوت وهي مستوطنة قريبة من مدينة أوغدن ونشأ في مزرعة والده وتربى فيها، وقد اعتمد عليه والده في سنٍ صغيرةٍ على حمل المسؤوليات، ولما بلغ الـ14 من عمره انتقل إلى سان فرانسيسكو، لكنه رجع إلى مسقط رأسه ودرس الجامعة وتخرج من جامعة يوتا، لكنه بعد التخرج غادر إلى واشنطن. حيث بدأ مهنته ببيع عصير الليمون في حي الكابيتول هيل (بالإنجليزية:Capitol Hill) التي يعد أكبر حي في واشنطن من حيث السكن، وكان الزوار يأتون إلى هذا الحي ويشترون منه عصير الليمون في وقت الصيف، وكان جون لطيفاً أثناء التعامل معهم، حيث كان يخطف انتباههم بابتسامته، وكان يودُّ التحدث معهم ومناقشتهم، وكان دائماً يسمع انتقاداتهم عن الحياة التي يعيشونها، حيث أن الخدمات التي في الفنادق لم تكن متوفرة في ذلك الوقت.

### إنجازاته

شعار شركة ماريوت الدولية

بعد انتقادهم للفنادق المجاورة فكَّر في افتتاح مطعم صغير يضم أفضل الأطعمة والعصائر، وتحقق ذلك بعد عدة سنوات؛ حيث جمع المال لبناء هذا المطعم، وكان يتقاسم أرباح هذا المطعم مع موظفيه، حيث وضع لنفسه مبدأً ينص على أن سعادة الموظف في عمله يعني سعادة الزبائن الذين يأتون إلى هذا المطعم، ثم أتت الفكرة بإنشاء فندق باسمه، وكان يضمن نجاح ذلك، وقرر أن يكون الافتتاح تجريبياً مدة 3 شهور للحصول على الآراء والشكاوي والمقترحات من زوار هذا الفندق، بعدها تم الافتتاح رسمياً عام 1957 في واشنطن وأسماه فندق الجسور التوأم (بالإنجليزية:Twin Bridges Motor Hotel)، والذي حقق نجاحاً كبيرا، لكنه غير اسم الفندق عام 1967 ليصبح على اسم عائلته «ماريوت» (Marriott) وافتتح المطاعم العائلية عام 1968 باسم روي روجرز (بالإنجليزية:Roy Rogers).

### وفاته
أصيب بمرض السرطان عام 1935 حيث عاش 50 سنةً أخرى وتوفي عن عمر يناهز 85 عاما وكان ذلك عام 1985، بعد أن ترك وراءه إنجازاتٍ عظيمة جعلت تحتل مكانةً عالية بين دول العالم.